# Rubus hebridensis
Rubus hebridensis är en rosväxtart som beskrevs av Eric Smoothey Edees. Rubus hebridensis ingår i släktet rubusar, och familjen rosväxter. Inga underarter finns listade i Catalogue of Life.